# Scream (Marvel)
Scream is een fictieve superschurk (later antiheld) uit de Spider-Man strips van Marvel Comics. Ze is een van de zes 'kinderen' van Venom. Ze is de eerste vrouwelijke symbioot uit de Marvel strips. Ze werd bedacht door David Michelinie en Ron Lim.

## Geschiedenis
Scream was een van de vijf symbioten die door de Life Foundation met geweld werden gecreëerd uit Venom. Zij was hun onofficiële leider. Net als de andere vijf symbioten was ze een medewerker van de Life Foundation organisatie, een organisatie die zich voorbereidde op de M.A.D. van de Koude Oorlog en zijn rijke cliënten een comfortabel leven na de nucleaire holocaust beloofde. De Life Foundation deed experimenten met de Venom symbioot in de hoop “super-agenten” te creëren die hun schuilkelder konden bewaken. Donna, een medewerkster van Life Foundation, werd uitgekozen om de Scream symbioot te dragen.
Bij Scream’s eerste verschijning liep ze Spider-Man tegen het lijf toen ze een winkelcentrum terroriseerde. Spider-Man wist haar te verslaan, waarna ze met een hovercraft naar de schuilplaats van de Life Foundation vluchtte. Spider-Man liftte buiten haar weten om mee. Eenmaal binnen hielp hij Eddie Brock ontsnappen en gaf hem de Venom symbioot terug. Scream en de andere symbioten bevochten Spider-Man en Venom. Venom gebruikte een apparaat dat iets razendsnel kon doen verouderen om de vijf symbioten tot stof te doen vergaan.
Scream en de anderen overleefden, maar verlieten de Life Foundation en werden voortvluchtig terwijl ze probeerden controle te houden over hun symbioten. Scream leidde ze naar New York op zoek naar Venom, in de hoop dat hij hun kon leren hun symbioot onder controle te houden. Venom wilde niets met ze te maken hebben. Scream probeerde Scarlet Spider zo ver te krijgen haar te helpen, maar die weigerde.
Scream vond uiteindelijk Eddie Brock, die weer zonder zijn symbioot zat. Ze nam hem mee naar een warenhuis en vroeg nog eenmaal haar te leren te communiceren met haar symbioot. Eddie weigerde en probeerde de vijf symbioten te doden, ondanks dat hij zelf geen symbioot had om hem te helpen. Eddie ontsnapte, en korte tijd later werden de Life Foundation symbioten een voor een vermoord. Scream liet het gerucht rondgaan dat Eddie de dader was, terwijl in werkelijkheid zij erachter zat. Ze was namelijk tot de conclusie gekomen dat alle symbioten slecht zijn. Ook was ze waarschijnlijk schizofreen aangezien ze al vanaf haar “geboorte” stemmen hoorde. Eddie werd weer Venom, maar kon niet voorkomen dat Scream de andere vier symbioten doodde. Wel wist hij haar te verslaan en over te leveren aan de autoriteiten.
Sinds de symbioot invasie op Aarde in de “Plantet of the Symbiotes” verhaallijn is Donna een van de weinige symbioten op Aarde. Ze besteed haar tijd met het opsporen en helpen van de overlevenden van de invasie. Dit is een sterke verandering in haar karakter. Ze hielp ook Venom met het verslaan van Xenophage, een alien die zich voedde met symbioten.
Donna’s laatste verschijning tot nu toe was in de strip “Marvel Super Hero Island Adventures” in 1999.

## Krachten en vaardigheden
Scream’s krachten zijn gelijk aan die van de andere symbioten. Ze heeft bovenmenselijke kracht, snelheid, reflexen , uithoudingsvermogen en alle krachten van Spider-Man. Ze kan haar haar gebruiken als wapen, om haar vijanden mee vast te binden

## Naam
De naam Scream werd voor het eerst gebruikt in het computerspel Spider-Man & Venom: Separation Anxiety, toen in de Venom actiefiguren serie en toen pas in de strip.